# 新西利西克 (別爾江斯克區)
47°4′27″N 36°28′9″E / 47.07417°N 36.46917°E
新西利斯凱（烏克蘭語：Новосільське）是位於烏克蘭東南部的村莊，由扎波羅熱州別爾江斯克區的安德里伊夫卡市鎮負責管轄。該村始建於1923年，面積0.29平方公里，海拔高度84米，2001年人口12，人口密度每平方公里41.1人。